# Do It Like a Dude
A Do It Like a Dude Jessie J angol énekesnő debütáló kislemeze. Rajta kívül George Astasio, Jason Pebworth, Jon Shave, Kyle Abrahams és Peter Ighile voltak a dal szerzői, producerei The Invisible Men, Parker & James, mixed by James F Reynolds. A dal az énekesnő első albumán kapott helyet, mely a Who You Are címet kapta. 2010 novemberében jelent meg az Egyesült Királyságban digitális letöltés formájában, CD-ként 2011 januárjától lett megvásárolható.

## Háttér
A Do It Like a Dudet Jessie J, George Astasio, Jason Pebworth, Jon Shave, Kyle Abrahams és Peter Ighile írta, producerei The Invisible Men és Parker & James voltak. Cornish-t részben Rihanna Rude Boy című dala ihlette a szöveghez, eredetileg Rihannának szánta. Elküldte kiadójának, az Island Records-nak a dalt. Jessica el akarta küldeni a barbadosi hírességnek a szöveget, a kiadó viszont rábeszélte, hogy adja ki saját kislemezként. 2011 áprilisában Jessie arról beszélt, szívesen előadná a barbadosi híresség társaságában a dalt.

## Videóklip
A videót 2010. október 25-én és 26-án forgatták, Emil Nava rendezésében. A kisfilm november 9-én debütált, egy szerkesztett változat a 4 Music műsorán. A Price Tag videójában utal arra, hogy nem volt elégedett a debütáló klip tartalmával.

## Élő előadások
Jessie egy akusztikus változatot a 2011. január 13-án adott elő. 2011. április 27-én ismét elénekelte a számot.

## Feldolgozások
A brit Labrinth a BBC Radio 1Xtra Live Lounge című műsorban 2011 decemberében énekelte el saját változatát, majd a Fenech-Soler énekelte el saját feldolgozását 2011 februárjában.

## Dallista
Digitális EP
1. Do It Like a Dude (Explicit Version) – 3:14
2. Do It Like a Dude (Labrinth Mix) – 3:42
3. Do It Like a Dude (Curtis Lynch Jnr Mix) (közreműködik Lady Chan) – 3:26
4. Do It Like a Dude (Jakwob Mix) – 4:27
5. Do It Like a Dude (Acoustic Version) – 4:19

CD kislemez
1. Do It Like a Dude – 3:53
2. Do It Like a Dude (Labrinth Mix) – 3:42

## Slágerlistás helyezések
| Slágerlista (2010-11)          | Legjobb helyezés |
| ------------------------------ | ---------------- |
| Ausztrál kislemezlista         | 66               |
| Osztrák kislemezlista          | 62               |
| Belga kislemezlista (Flandria) | 8                |
| Belga kislemezlista (Vallónia) | 19               |
| Dán kislemezlista              | 16               |
| Francia kislemezlista          | 71               |
| Német kislemezlista            | 41               |
| Ír kislemezlista               | 11               |
| Holland top 100 kislemezlista  | 95               |
| Új-zélandi kislemezlista       | 8                |
| Svéd kislemezlista             | 29               |
| Brit kislemezlista             | 2                |

## Megjelenések
| Ország             | Dátum              | Kiadó           | Formátum           |
| ------------------ | ------------------ | --------------- | ------------------ |
| Egyesült Királyság | 2010. november 18. | Universal Music | Digitális letöltés |
| Ausztrália         | 2010. november 26. | Universal Music | Digitális letöltés |
| Egyesült Államok   | 2010. december 7.  | Universal Music | Digitális letöltés |
| Németország        | 2011. március 18.  | Universal Music | CD kislemez        |

## Fordítás
- Ez a szócikk részben vagy egészben  a   Do It Like a Dude című angol Wikipédia-szócikk fordításán alapul.  Az eredeti cikk szerkesztőit annak laptörténete sorolja fel. Ez a jelzés csupán a megfogalmazás eredetét és a szerzői jogokat jelzi, nem szolgál a cikkben szereplő információk forrásmegjelöléseként.